# インドネシアの舞踊

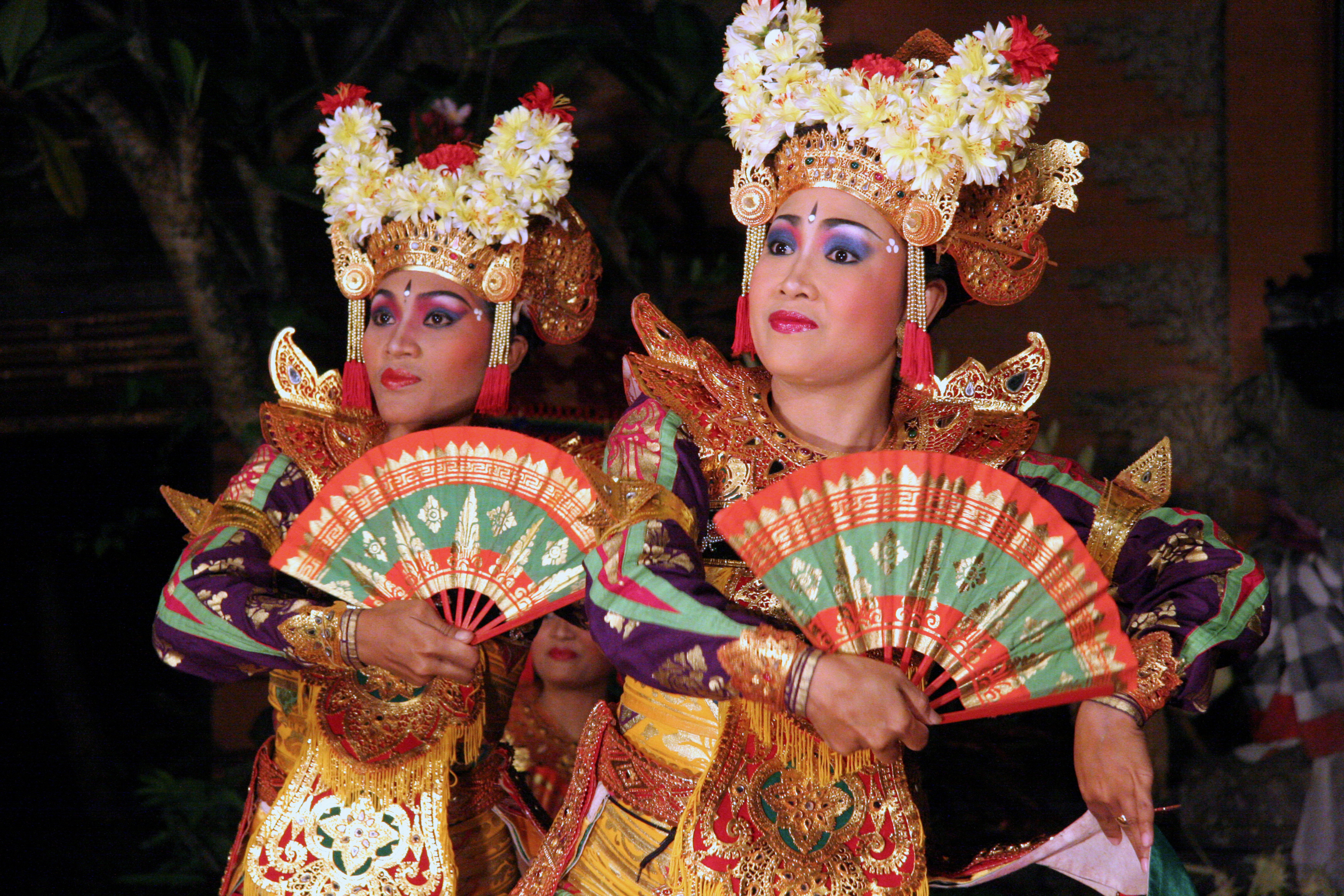
一組のレゴンダンサー

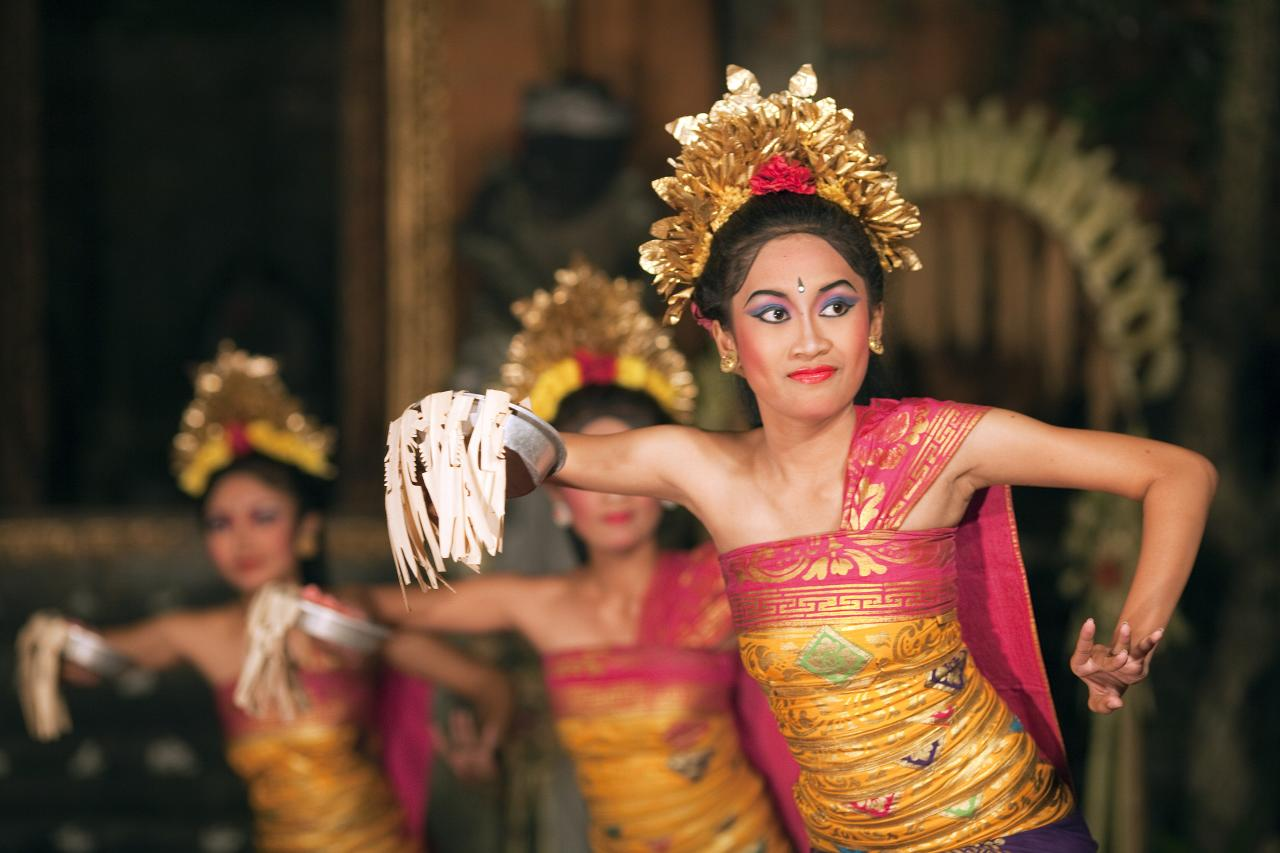
ペンデッ

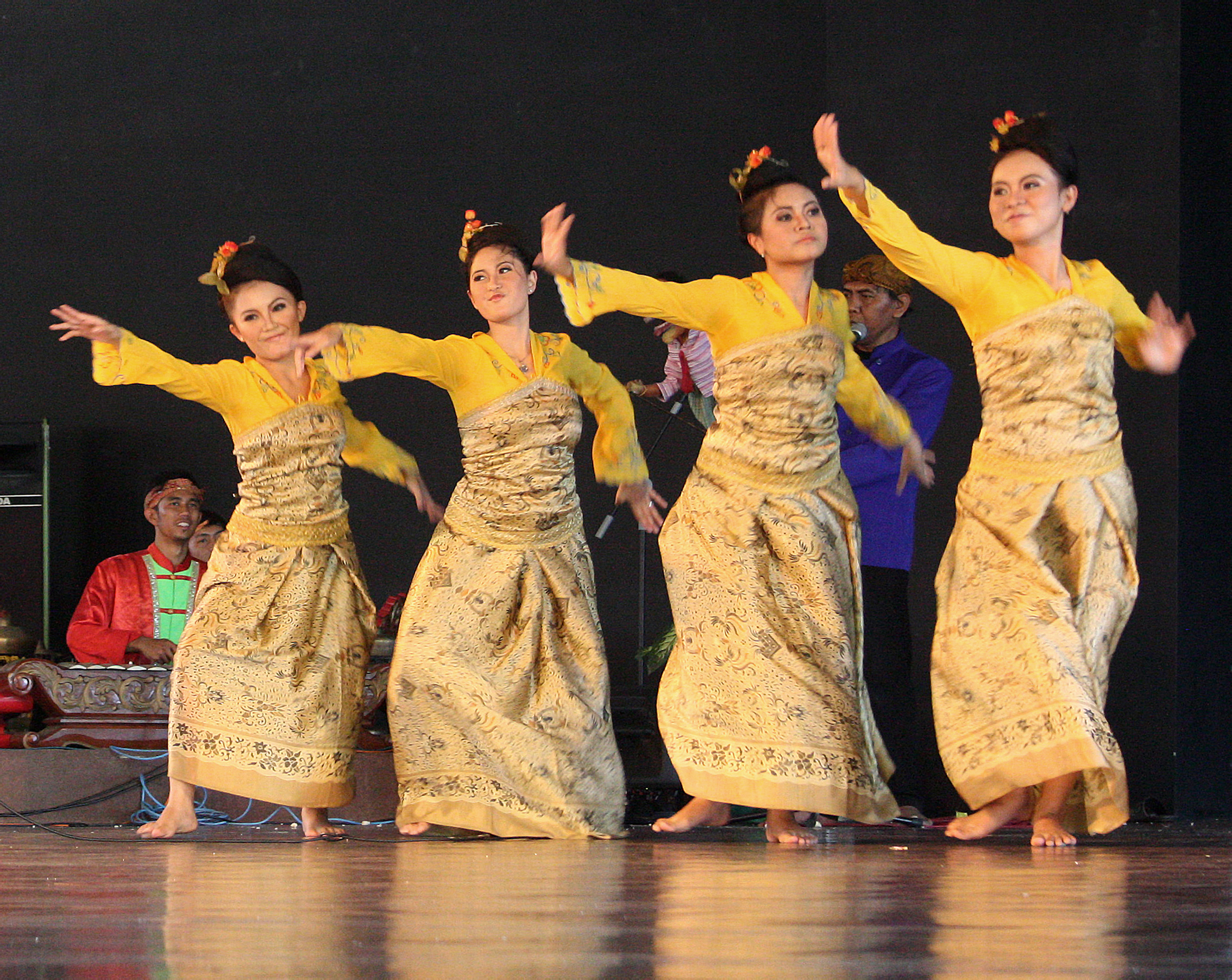
ジャイポンガン

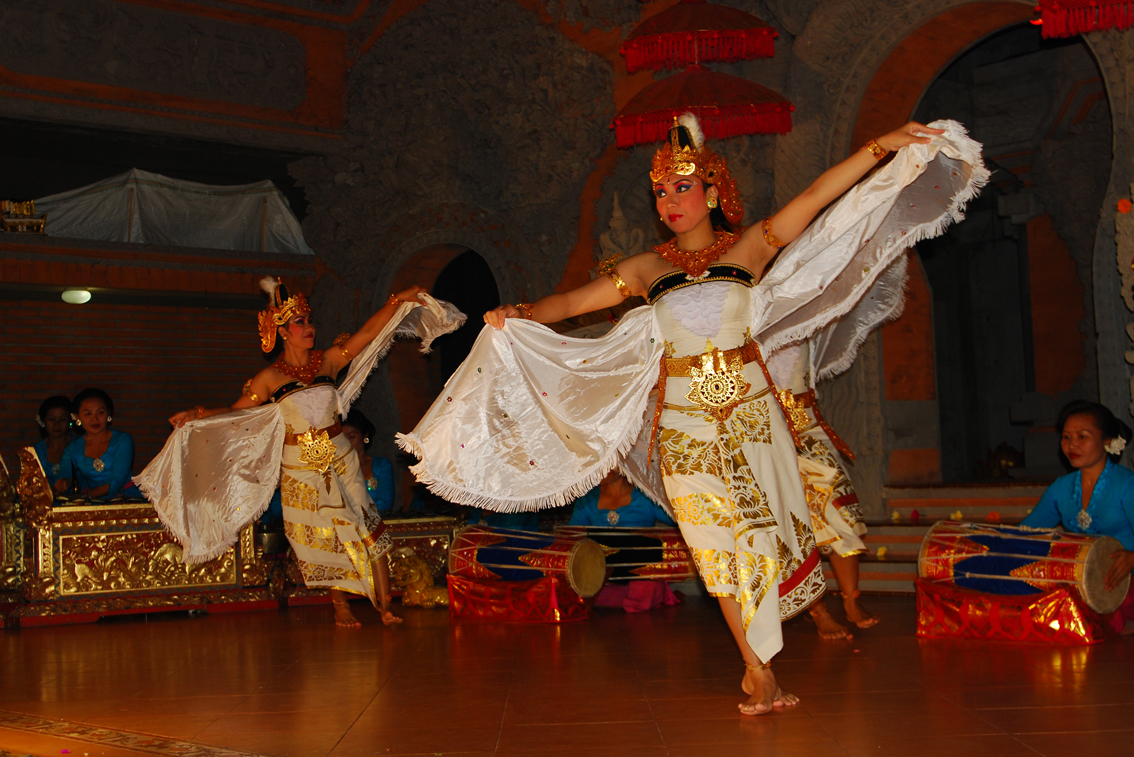
ケチャ

インドネシアの舞踊（インドネシアのぶよう）はインドネシアの伝統音楽に合わせて、身体を使って喜怒哀楽を表現する芸能のことを言う。

## 概要
民族によって、アチェ舞踊、ミナンカバウ舞踊、マレー舞踊、パプア舞踊、マルク舞踊、マナド舞踊、ブギス舞踊、ダヤッ舞踊、バリ舞踊、ジャワ舞踊、スンダ舞踊、ブタウィ舞踊に分類される。
ダンサーの数による分類：
- ソロ
  - 儀式用の舞踊: バリ州（サンヒャン・ジャラン、サンヒャン・ルリピ、サンヒャン・ドゥダリ）
  - 観賞用：ワヤンスンダ、トペンチルボン
  - 新作舞踊：クビャルトゥロンポン、ジャイポンガン、ピリン
- デュエット：レゴン
- グループ：ペンデッ、マエンケット

内容による分類：
- ワヤン舞踊
ワヤン劇の一部分を表現
- 民族舞踊
それぞれの民族文化を反映
- 仮面舞踊
仮面（トペン）をつけて演じる

目的による分類：
- 儀式舞踊
神聖な物への奉納。田植えの頃にデウィスリ（稲の神様）に奉納する舞踊。動物の仕草や戦いを表す舞踊。儀式舞踊の特徴：
  - 舞踊が行われる場所は大抵は神聖な場所：寺院、森、広場など
  - 特定の時間：満月、真夜中
  - 選ばれた人が演じる
  - 様々なお供え物
  - 願い事の成就を祈願

例：トルトル（北スマトラ州）、ルアンベ（西スマトラ州）、ドドッ（バンテン州）、ルジャンとバリス（バリ州）
- 交流目的舞踊
例：マエンケット（北スラウェシ州）
- 観賞目的舞踊
例：ピリン（西スマトラ州）、ムラク（西ジャワ州）、タルナジャヤ（バリ州）、ブランテック（ジャカルタ）

## 各州の舞踊

### アチェ
- セウダティ

### 北スマトラ州
- トルトル
葬儀の舞踊。
- スランパンドゥアブラス

### 西スマトラ州
- ルアンベ
首長の就任時の舞踊。プンチャック シラットの動きから生まれた男性の舞踊。語源は「ラル」（攻める）と「アンベ」（避ける）。
- ピリン
ミナンカバウ社会のダイナミズムを反映する舞踊。ピリンは皿の意味で、両手で皿を持って踊るアクロバットの様な踊り。
振りつけ師：不明、現代の物はフリアアダムの振り付け。
- パユン

### 南スマトラ州
- グンディンスリウィジャヤ

### ジャカルタ
- ブランテック
レノン喜劇でオープニングに踊る。
振りつけ師：不明、現代のブランテックはジャカルタ芸術院の振り付け
- ヤポン
振りつけ師：バゴンクスディアルジョ

### バンテン州
- タリドドッ
稲作に関する舞踊

### 西ジャワ州
- ムラク
新作舞踊。:ムラク（孔雀）の踊り。ラデン・チュチュスマントリの作品
- ジャイポンガン
振り付け：ググムグンビラ

### 中部ジャワ州
- ガンビョンパレアノム
振り付け：S.マリディ
- スリカンディチャキル

### ジョグジャカルタ
- スリンピ
- ブダヤ

### 東ジャワ州
- レモン

### バリ州
- レゴン
- タルナジャヤ
動きはインド舞踊に似ている。テントウムシの動きを真似た踊り。衣装に使われる紫色は高貴な色。
- タリルジャンとタリバリス
神様へ奉納。タリルジャンは女性のグループ、タリバリスは男性のグループの舞踊で通常セットでピオダラン儀式の時に奉納される。
- ケチャ
振り付け：イ・ワヤンディブヤ
- ペンデッ

### 西ヌサ・トゥンガラ州
- レンゴ

### 東ヌサ・トゥンガラ州
- ガレンレメン

### 北スラウェシ州
- マエンケット

### 中部スラウェシ州
- ルメンセ

### 南スラウェシ州
- キパス
- パトゥジュ
- パジャガ
- パジョガ
- パカレナ

### 南東スラウェシ州
- バルンパ

### 東カリマンタン州
- クンヤ
- ガンタル
- カンチェッパパタイ（戦の踊り）
- カンチェッレド（銅鑼の踊り）
- カンチェッラサン
- レレン
- ホドク
- ホドクキタ
- スルンパイ
- ブリアンバオ
- クヤン
- ペチュキナ
- ダトゥン
- グランカウ
- バラガバガンタ